# Jiráskova cesta
Die Jiráskova cesta, auch Cesta Aloise Jiráska (deutsch Jirásek-Wanderweg) ist ein 170 Kilometer langer, rot markierter Weitwanderweg in Tschechien. Er verläuft zwischen den Städten Broumov (Braunau) und Litomyšl (Leitomischl) durch die Ausläufer des Falken- und des Heuscheuergebirges sowie durch das Adlergebirge.

## Geschichte
Ein Teil der späteren Jiráskova cesta entstand bereits Ende des 19. Jahrhunderts und ist damit der älteste markierte Wanderweg auf dem Kamm des Adlergebirges.
Gewidmet wurde der Wanderweg durch den Klub českých turistů (KČT) dem Schriftsteller Alois Jirásek aus Anlass dessen 70. Geburtstages 1921. Die feierliche Fertigstellung des damals markierten Abschnitts von Nové Město nad Metují nach Jablonné nad Orlicí als Jiráskova horská cesta erfolgte am 31. Juli 1921 vor der Berghütte Panoráma in Deštné v Orlických horách (Deschney). An den Feierlichkeiten nahmen außer Alois Jirásek auch Vertreter von Gemeinden, Behörden, Tourismusvereinen sowie Falknereien, Feuerwehren und Pfadfinder teil. Festredner war Jindřich Štemberka (1867–1926), Mitglied des Böhmischen Landtags. Außerdem sprachen Jiří Stanislav Guth-Jarkovský, Vereinsvorsitzender des Klubs českých turistů und Gründungsmitglied des Internationalen Olympischen Komitees, und Alois Jirásek.
Nach dem Zweiten Weltkrieg wurde die rot markierte Route unter der Bezeichnung Jiráskova cesta schrittweise nach Norden durch die Ausläufer des Heuscheuer- und des Falkengebirges bis Broumov verlängert und nach Süden bis Litomyšl. In Broumov war Alois Jirásek Schüler des Benediktinergymnasiums; in Litomyšl wirkte er als Lehrer für Geschichte.

## Weglänge
Der etwa 61 Kilometer lange Hauptabschnitt führt von Nové Město nad Metují bis Olešnice v Orlických horách und durch das Hauptmassiv des Adlergebirges bis Rokytnice v Orlických horách. Der folgende Abschnitt von Rokytnice v Orlických horách über Zemská brána, Mladkov und Suchý vrch nach Jablonné nad Orlicí hat eine Länge von etwa 35 Kilometern. Die heutige Gesamtstrecke (Broumov – Nové Město nad Metují – Rokytnice v Orlických horách – Jablonné nad Orlicí – Litomyšl) beträgt rund 170 Kilometer. Manchmal wird auch Nový Hrádek (etwa 11 Kilometer nach Nové Město nad Metují) als Beginn der Route angesehen.
Gemäß KČT-Nummerierung hat der Abschnitt Broumov – Náchod die Nummer 0404, Náchod – Hanička die Nummer 0413 und der Abschnitt Hanička – Litomyšl die Nummer 0444.

## Sehenswürdigkeiten
Zwischen Nové Město nad Metují und Rokytnice v Orlických horách befinden sich u. a. folgende Naturschönheiten und historische Objekte:
- Nové Město nad Metují: Museum, Schloss, Architektur, Burg Výrov (Lage)
- Šibenik (655 m): Aussicht (Lage)
- Vrchmezi (deutsch Hohe Mense, 1084 m): Aussicht, hier stand früher eine Wanderhütte (Lage)
- Bukačka: Naturschutzgebiet, Lehrpfad (Lage)
- Masarykova chata auf dem Šerlich (1027 m) (Lage)
- Malá Deštná (1090 m): Aussicht (Lage)
- Velká Deštná (1115 m): Aussichtsturm, höchster Berg des Adlergebirges (Lage)
- Naturlehrpfad Jiráskova cesta
- Befestigungsanlagen des Tschechoslowakischen Walls
- Kunštátská kaple (Kunštát-Kapelle, 1035 m) (Lage)
- Pěticestí: Rastplatz, Schutzhütte (Lage)
- Komáří vrch (1000 m): Naturschutzgebiet (Lage)
- Bunker R-S 87 „Průsek“ (Lage)
- Anenský vrch (991 m): Aussicht mit Bänken und Bunkern (rund 400 m vom Weg entfernt) (Lage)
- Artilleriefestung „Hanička“: Museum (rund 300 m vom Weg entfernt) (Lage)
- Bunker R-S 74 „Na Holém“ (Lage)
- Bunker R-S 72 „Nízká“ (Lage)
- Zemská brána (Landestor, 530 m) (Lage)
- Radioaktive Quelle des Fürsten Rostislav
- Lehrpfad „Betonová hranice“ (Betongrenze) (Lage)
- Vysoký kámen (848 m) (Lage)
- Artilleriefestung Bouda (Baudenkoppe): Museum (Lage)
- Bradlo (988 m): Felsen (Lage)
- Suchý vrch (995 m): Aussichtsturm (Lage)
- Palice (613 m): höchster Gipfel der Třebovské stěny (Trübauer Felsen) (Lage)
- Katharinenkapelle in Česká Třebová (Lage)
- Kozlovský kopec (Kozlauer Berg, 604 m): Aussichtsturm (Lage)
- Litomyšl: Stadt und Schloss (Lage)

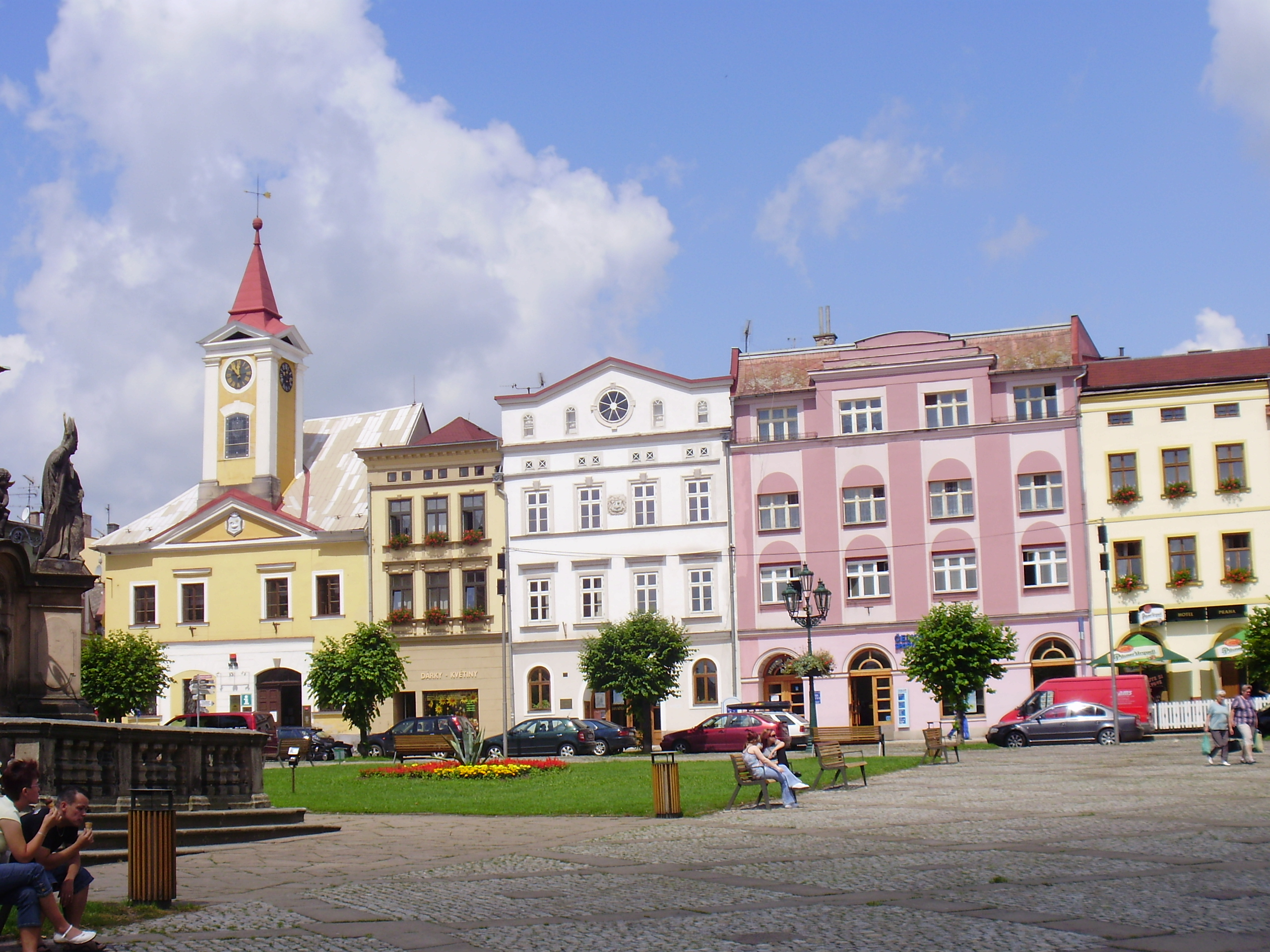
Marktplatz in Broumov (2009)
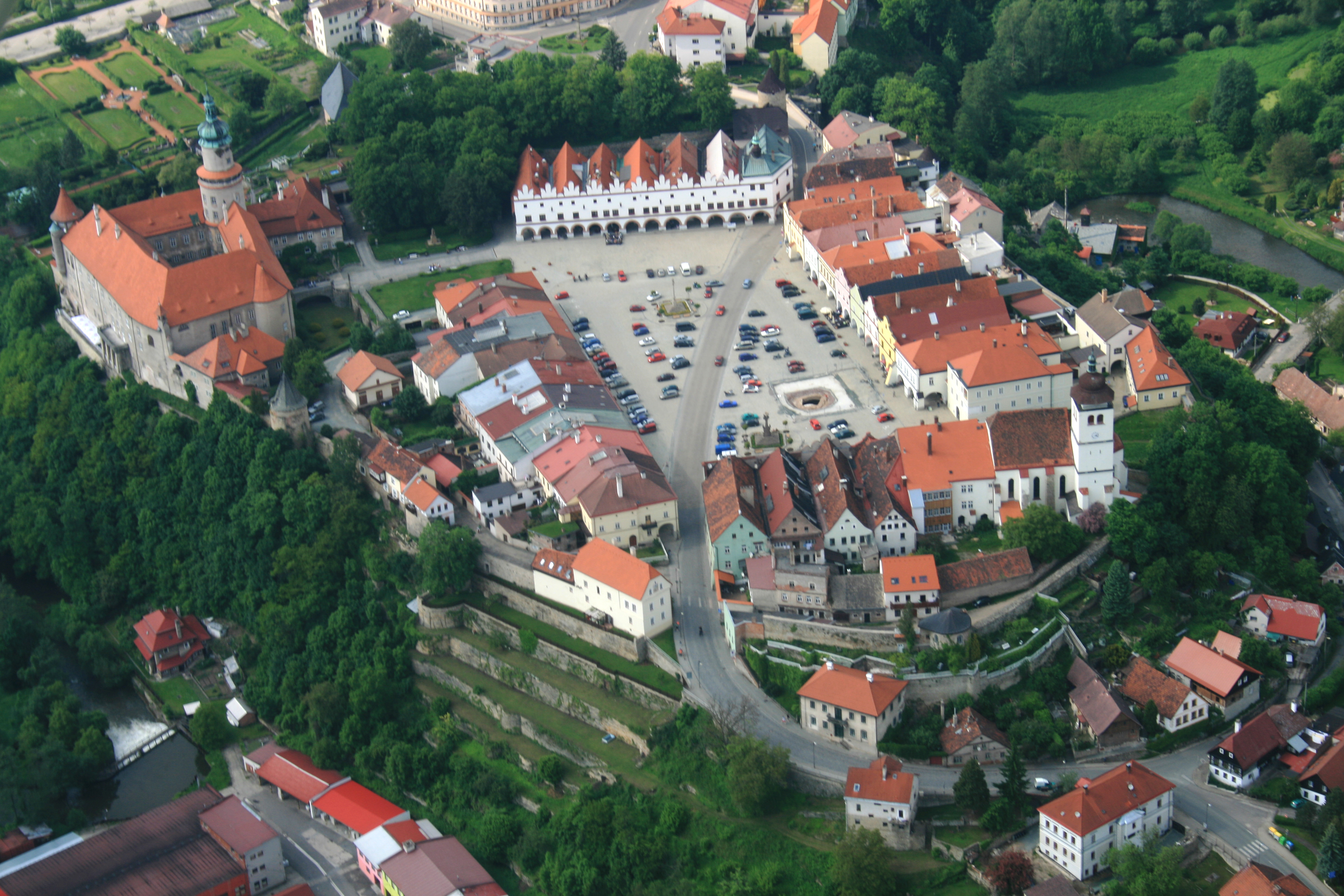
Luftaufnahme von Nové Město nad Metují (2010)
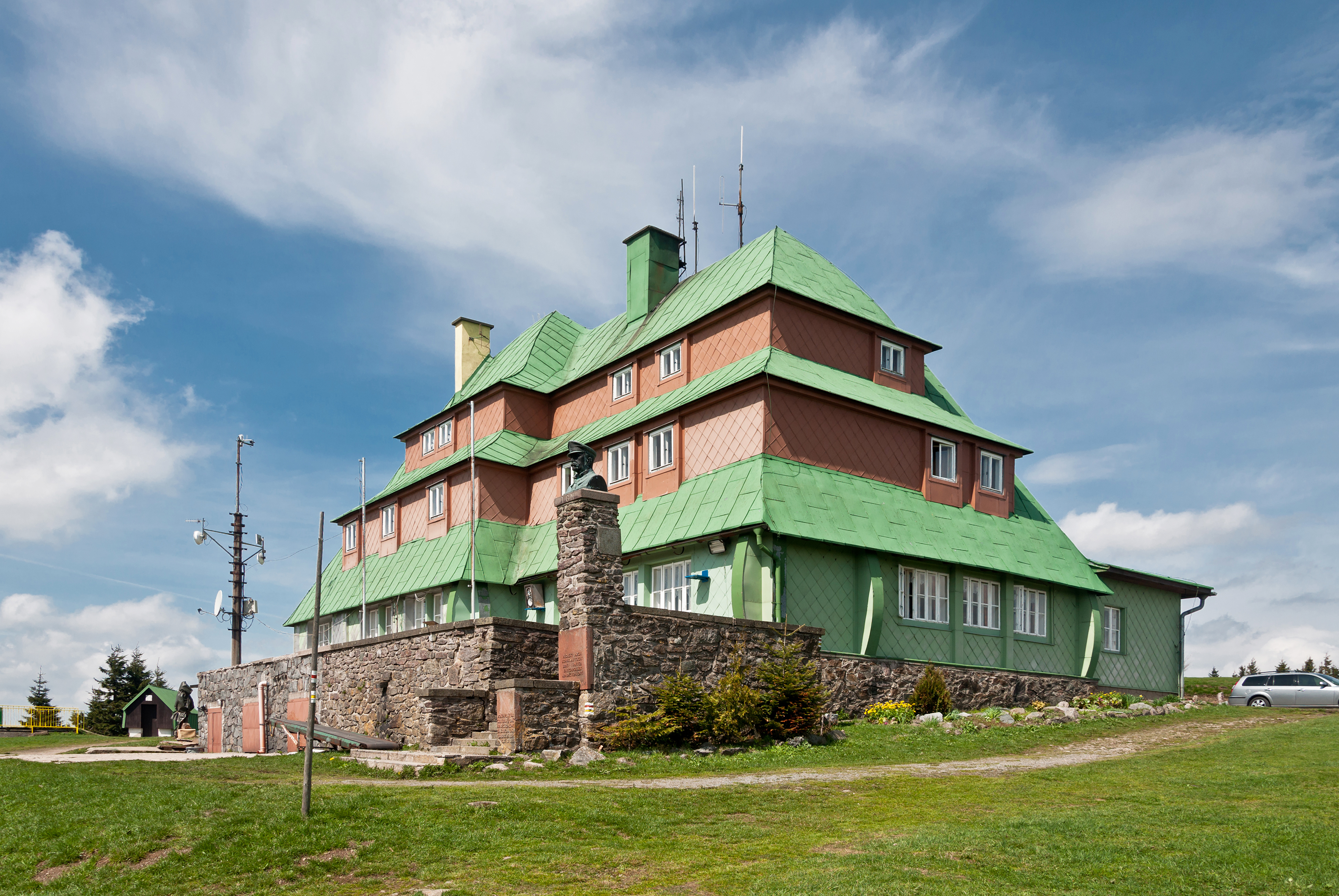
Masarykova chata auf dem Šerlich (2014)
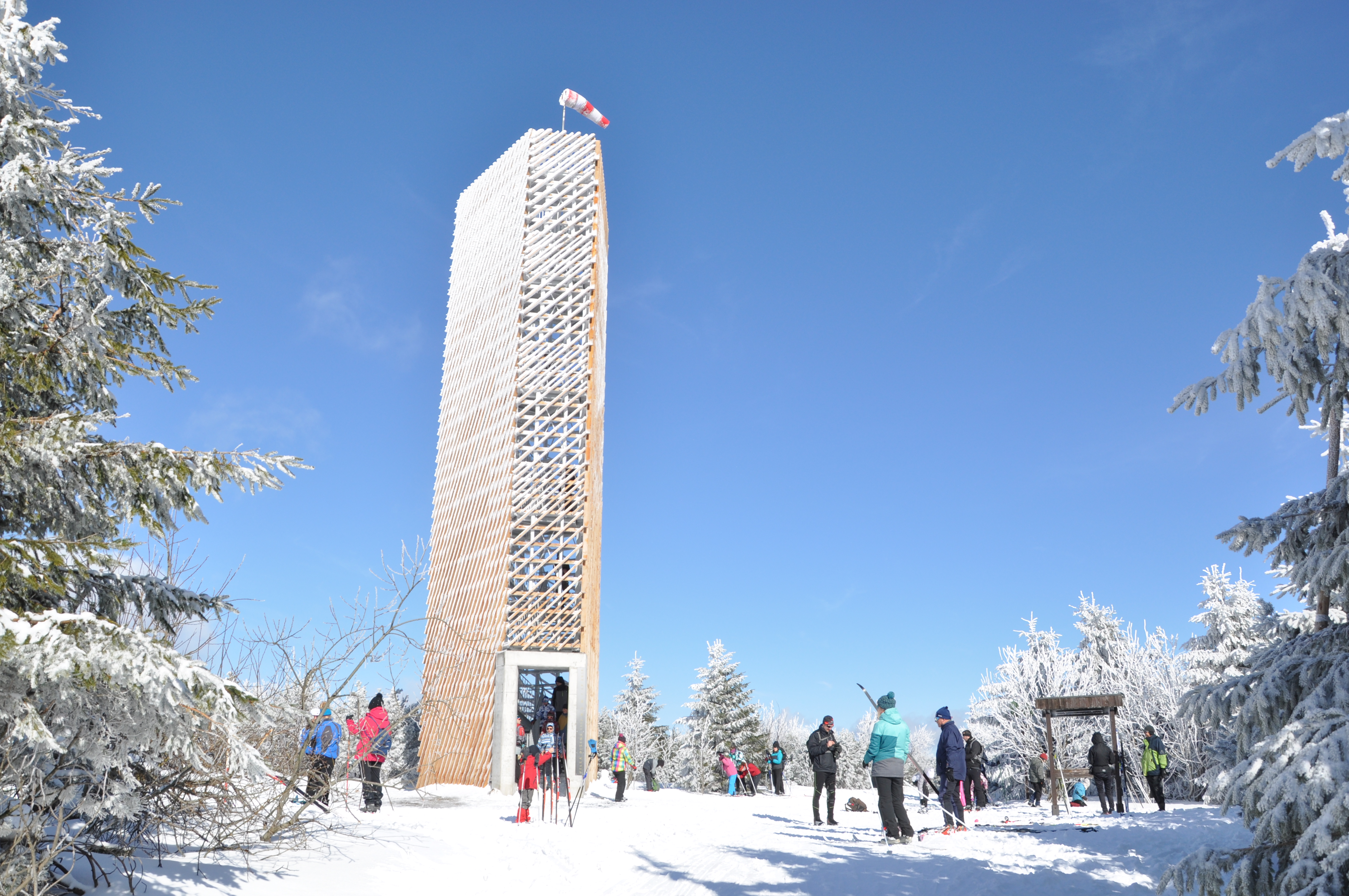
Aussichtsturm auf der Velká Deštná (2020)
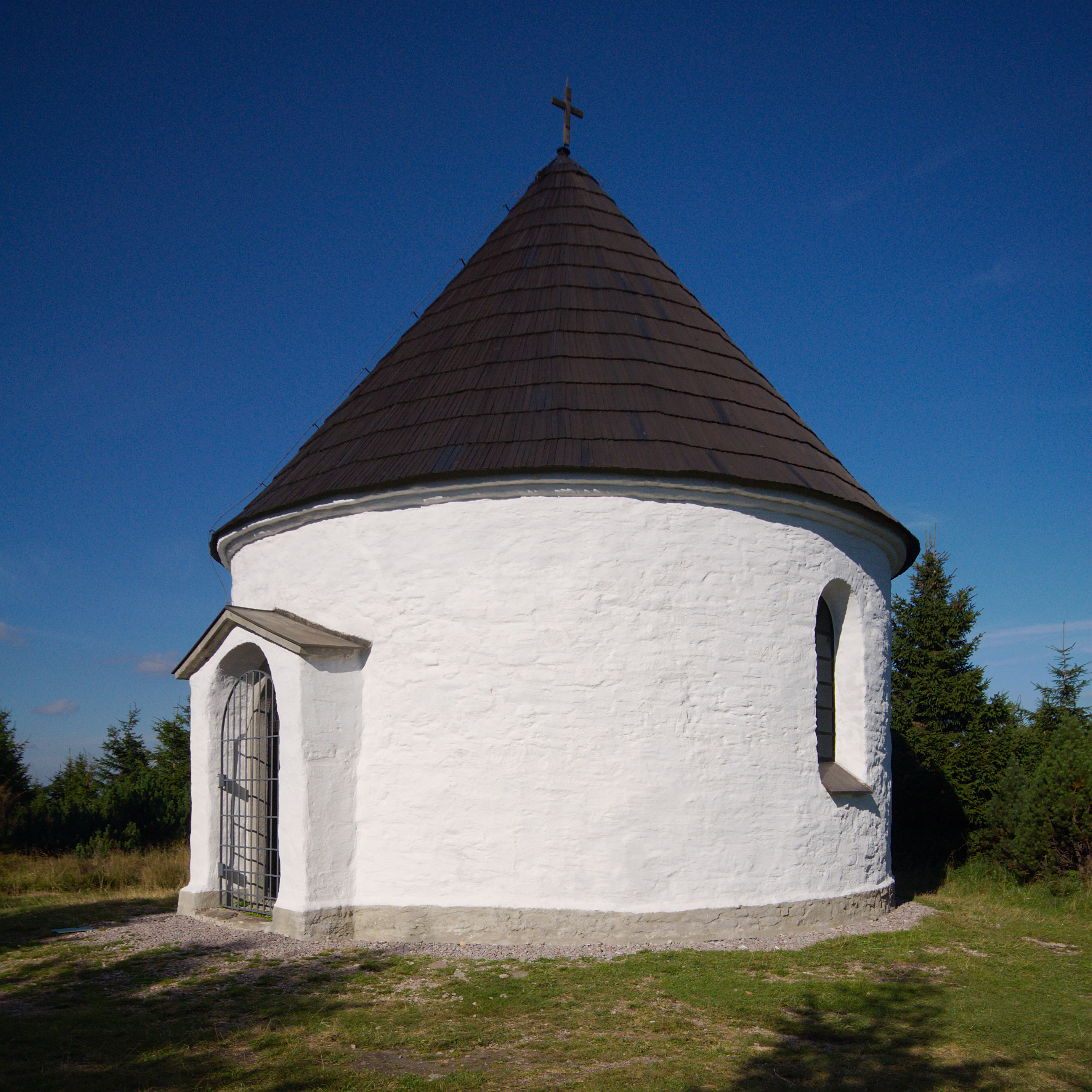
Kunštát-Kapelle (2016)
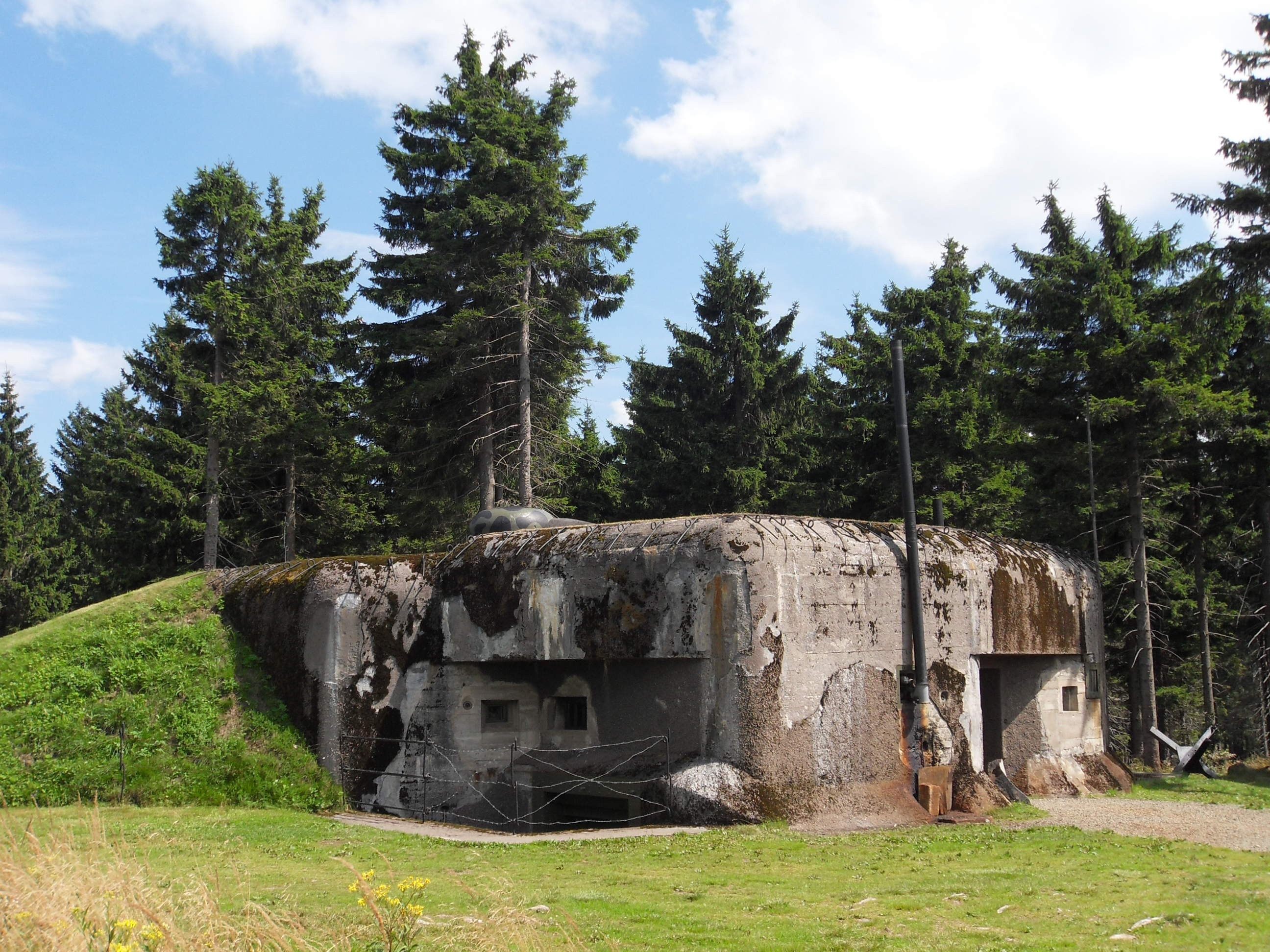
Bunker R-S 87 „Průsek“ (2010)
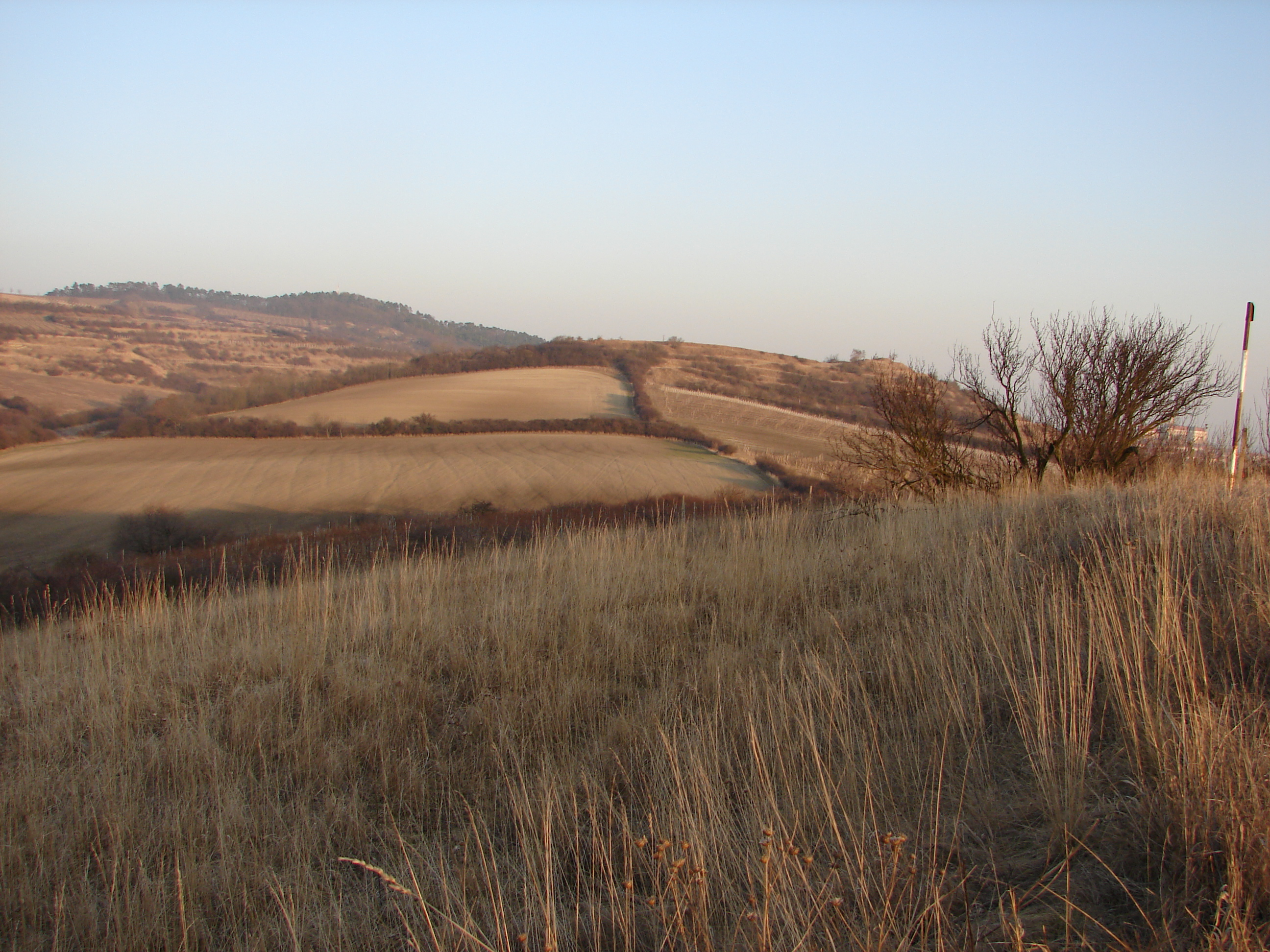
Naturdenkmal Anenský vrch (2012)
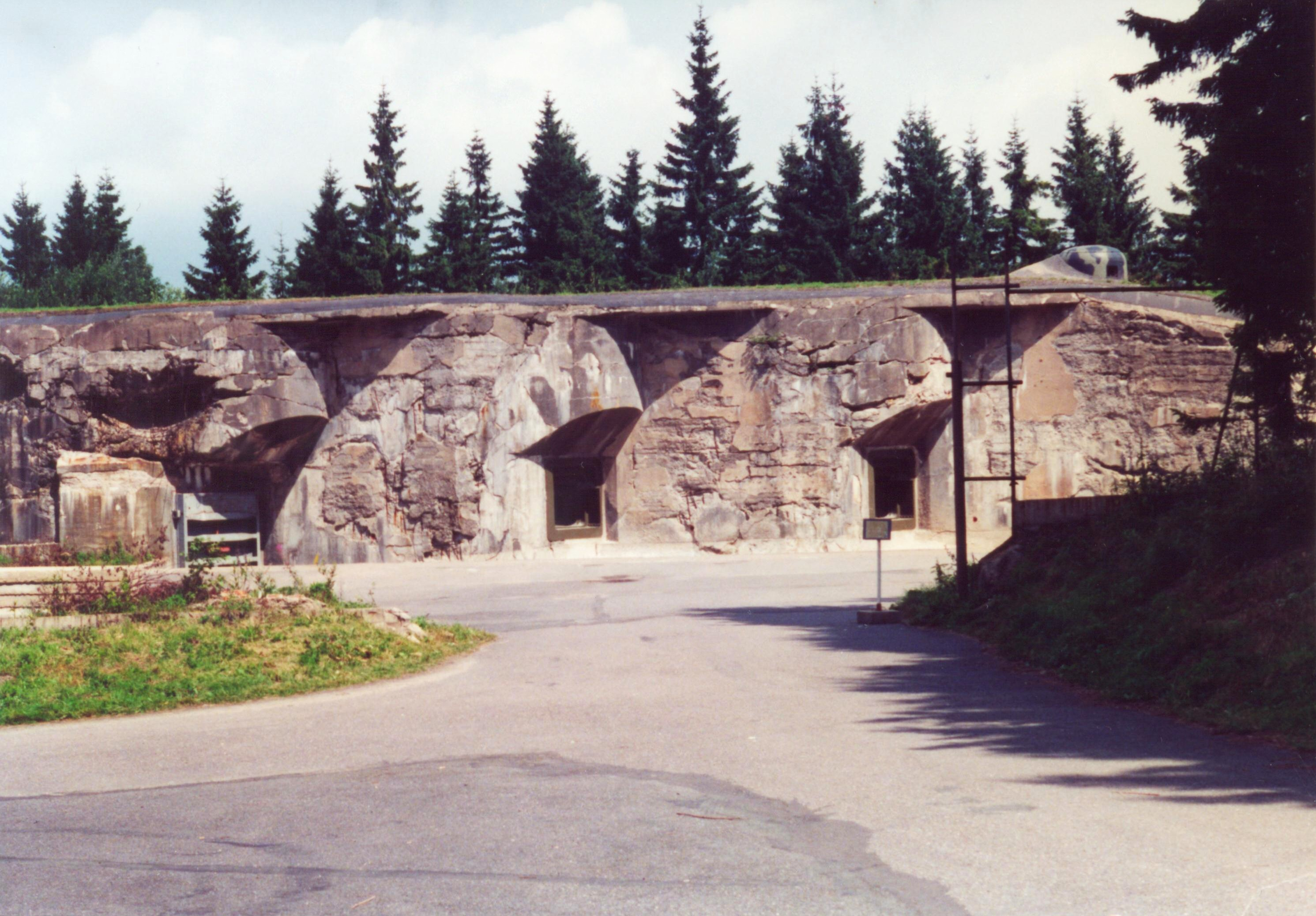
Artilleriefestung „Hanička“
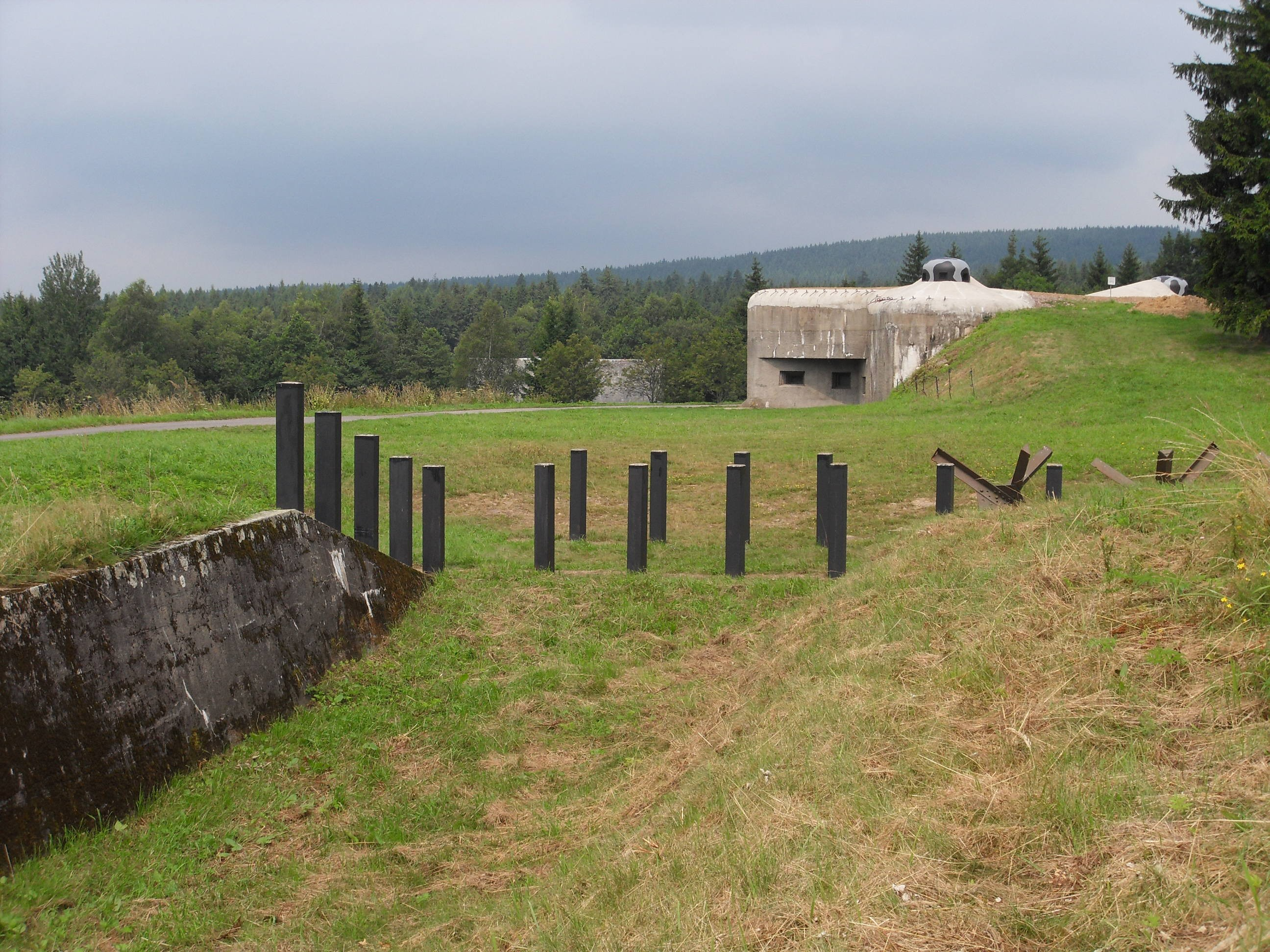
Bunker R-S 74 „Na Holém“
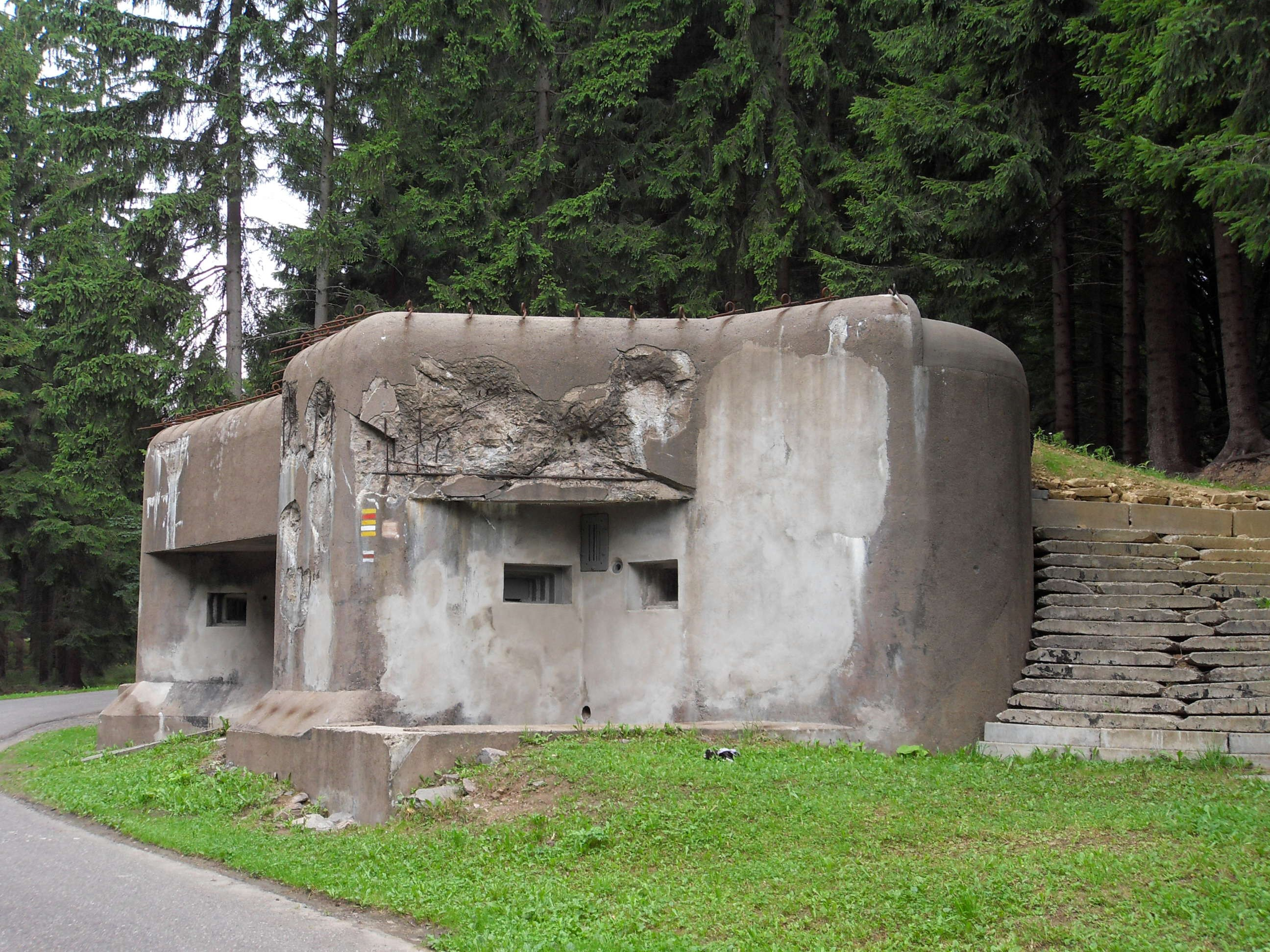
Bunker R-S 72 „Nízká“ (2010)
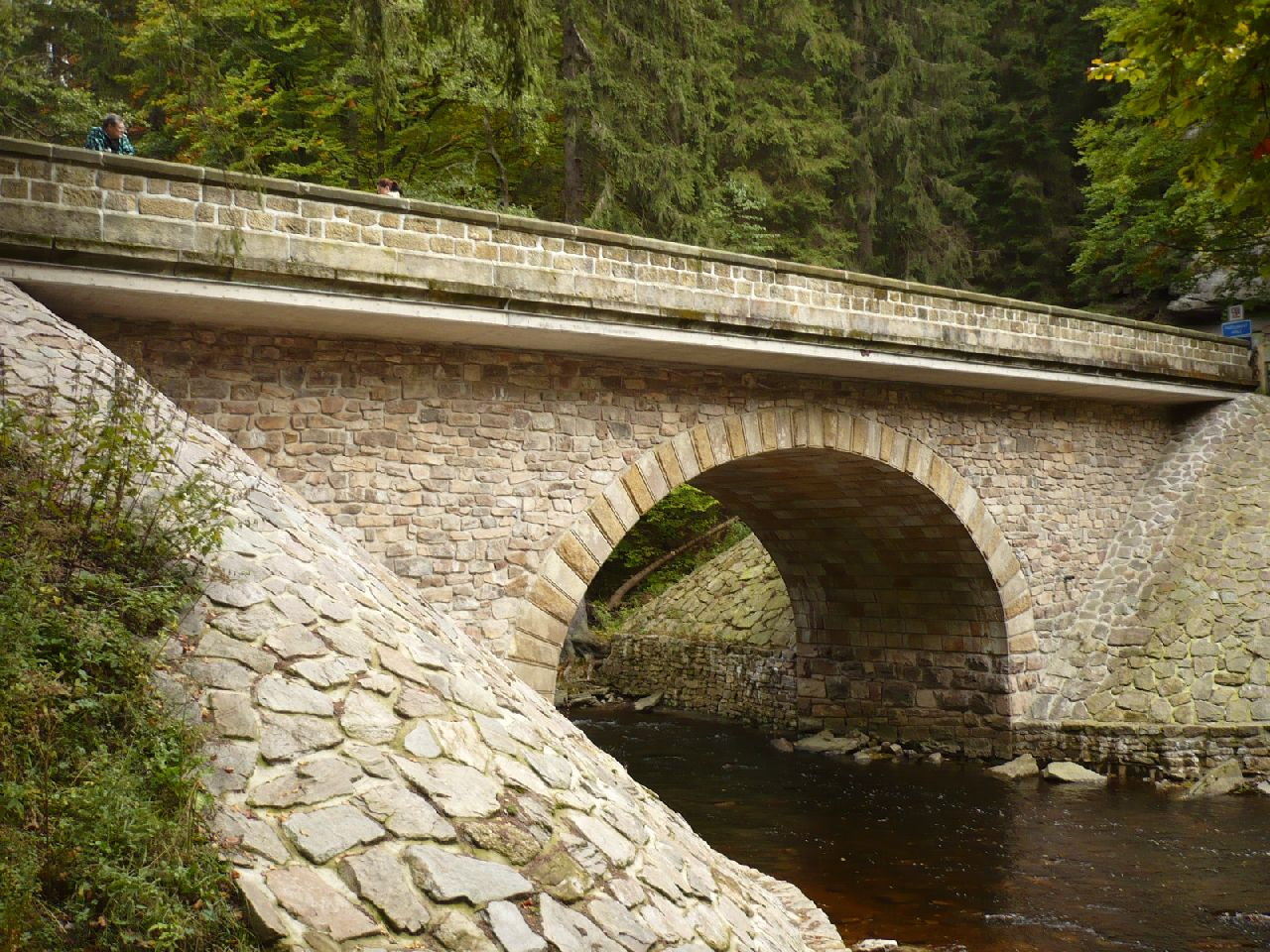
Brücke an der „Zemská brána“ (2008)
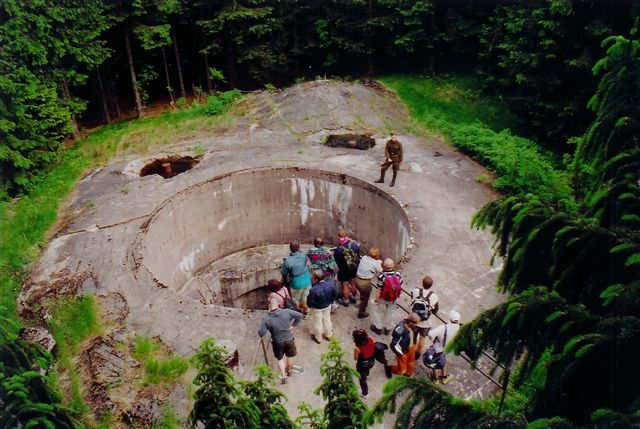
Artilleriefestung Bouda (2010)
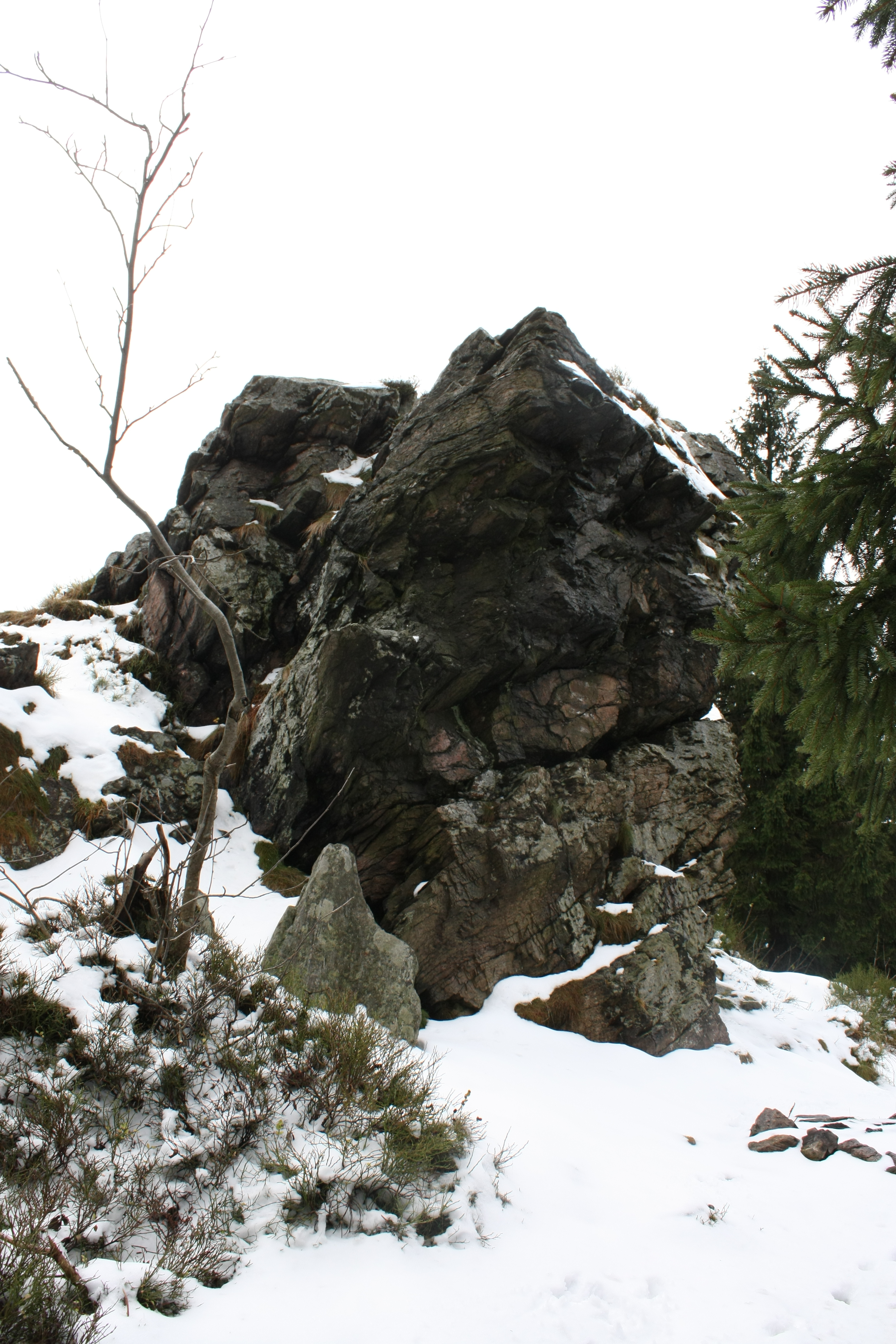
Gipfel des Bradlo (2009)
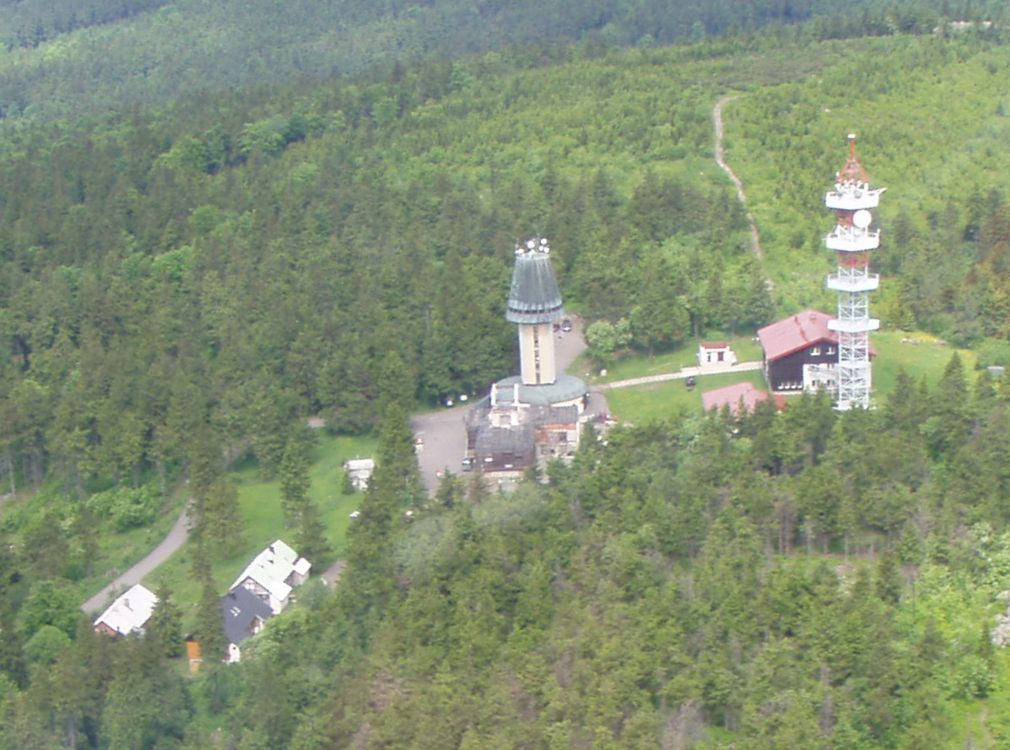
Gipfelplateau des Suchý vrch (2009)
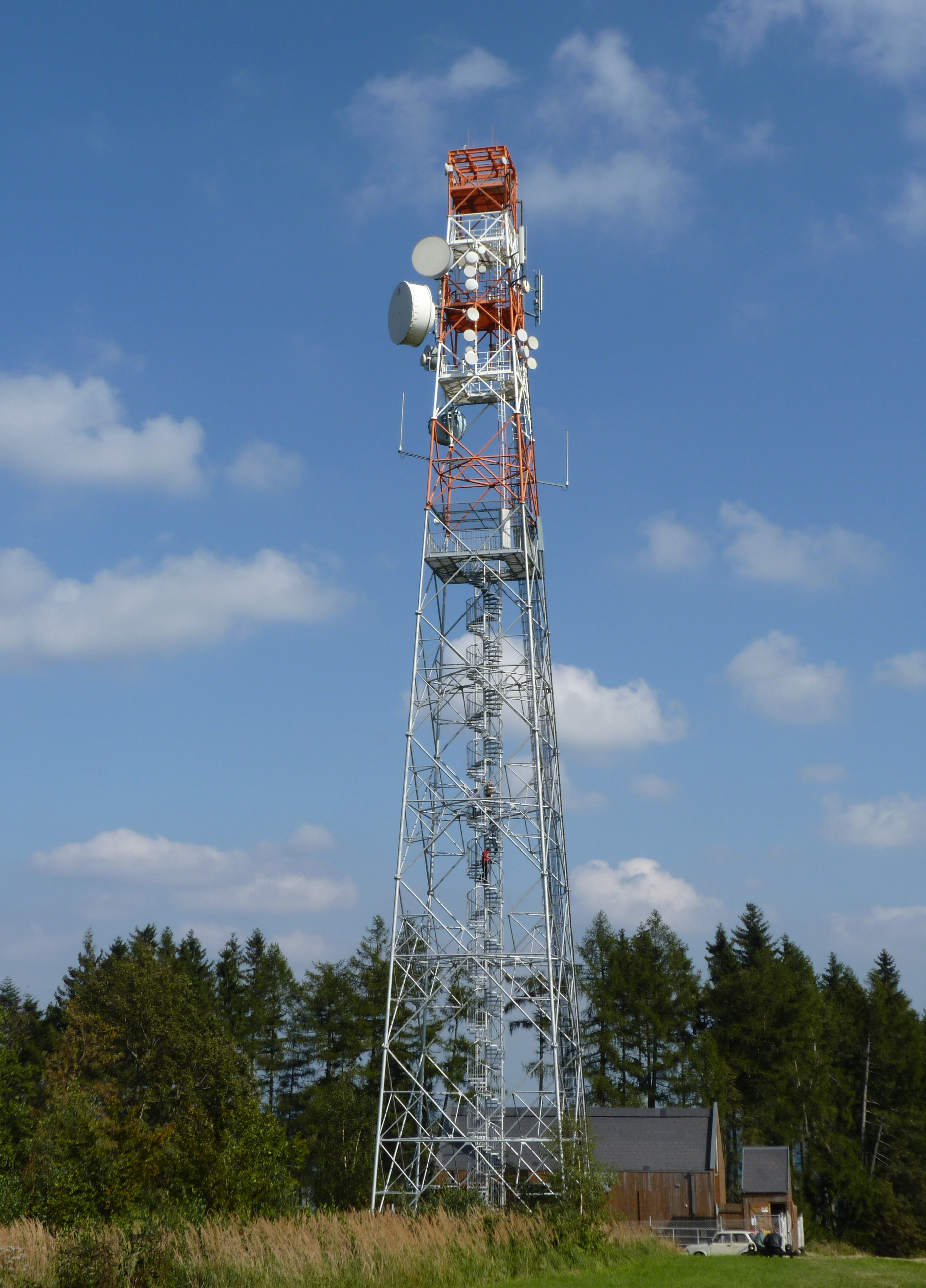
Aussichtsturm auf dem Kozlovský kopec (2010)
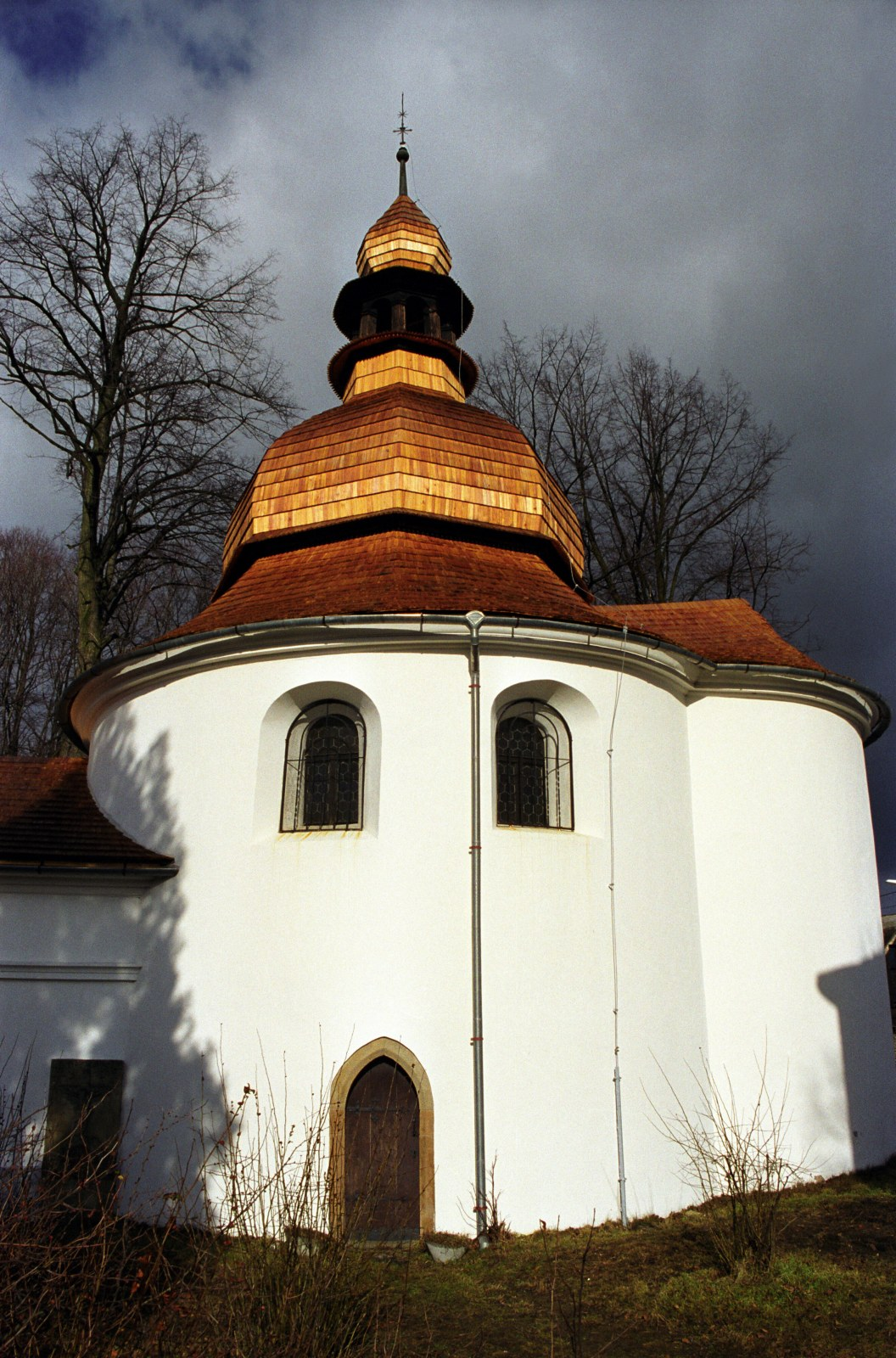
Katharinenkapelle in Česká Třebová (2000)
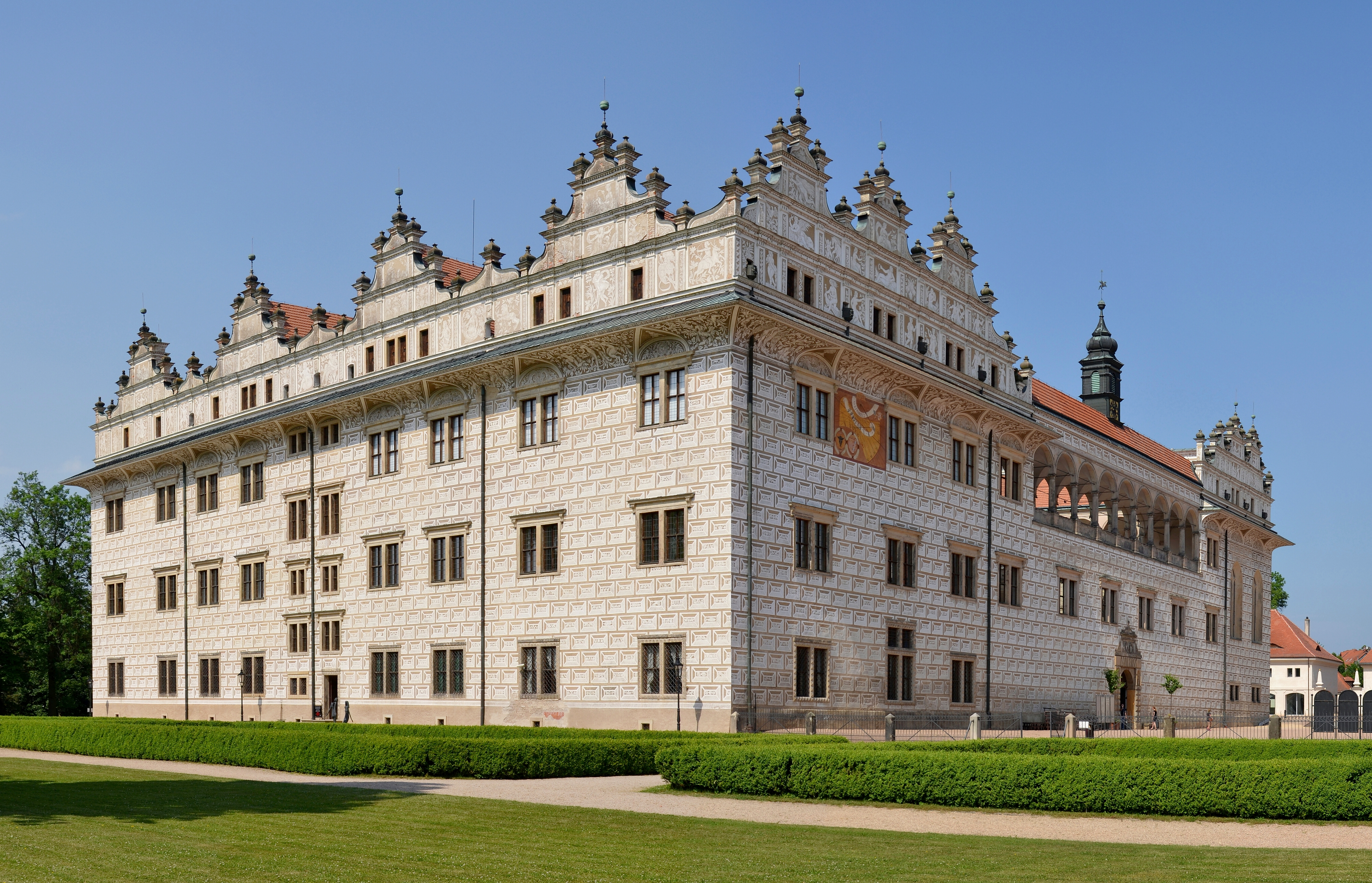
Schloss Litomyšl (2015)